# Anna de Bohèmia (duquessa de Silèsia)
Anna de Bohèmia —Anna Lehnická en txec, Anna Przemyślidka  en polonès— (Praga, 1204 – 26 de juny del 1265) fou duquessa de Silèsia. Commemorada per la comunitat de monges franciscanes a l'abadia de Santa Clara d'Abadia de Praga a Wrocław (Breslau) de la qual fou fundadora i patrona.
Anna era filla d'Ottokar I, rei de Bohèmia, i la seva segona muller, Constança d'Hongria. Els seus avis materns eren Béla III d'Hongria i la seva primera muller, Agnès d'Antioquia. Els seus avis paterns eren Vladislau II, duc de Bohèmia, i Judit de Turíngia. Cap als dotze anys (1216) es casà amb Enric II el Pietós, duc de Silèsia. Fou germana de la monja franciscana Agnès de Bohèmia. Anna i Enric van tenir deu nens:
1. Gertrudis (ca. 1218/20 – 23/30 d'abril del 1247), casada el 1232 amb Bolesław I de Masòvia.
2. Constança de Breslau (ca. 1221–ca. 21 de febrer del 1257), casada el 1239 amb Casimir I de Kuyavia.
3. Bolesław II el Calb (ca. 1220/25 – 25/31 de desembre del 1278).
4. Mieszko (ca. 1223/27 – 1242), duc de Lubusz.
5. Enric III el Blanc (1227/30 – 3 de desembre del 1266).
6. Conrad I (1228/31 – 6 d'agost ca. 1274), duc de Głogów.
7. Elisabet de Breslau (ca. 1232 – 16 de gener 1265), casada el 1244 amb Przemysł I, duc de la Gran Polònia.
8. Agnès (ca. 1236 – 14 maig després del 1277), va deixar per la seva mare i els franciscans Santa Clara de Wrocław.
9. Ladislau de Salzburg (1237 – 27 d'abril del 1270), canceller de Bohèmia (1256), bisbe de Passau (1265) i arquebisbe de Salzburg (1265–70).
10. Eduvigis (ca. 1238/41 – 3 d'abril del 1318), abadessa de Santa Clara de Wrocław.

Els fills més joves d'Anna foren Enric III, duc de Silèsia-Breslau, Conrad I, duc de Glogau, i Vladislav (1237–1270), que esdevingué bisbe de Bamberg (1257) i elector de Passau i Salzburg. De les seves filles, Gertrudis (1219–1246) esdevenia la primera muller de Boleslav I, duc de Masòvia, mentre que Eduvigis (c. 1240-1318) fou abadessa del monestir de Santa Clara a Breslau.
Anna fou una generosa benefactora de les monges franciscanes a Wrocław. El 1256, el papa Alexandre IV va escriure als bisbes de Breslau i Lubiąż, explicant que Anna havia proposat la construcció d'un monestir que albergaria una comunitat de monges franciscanes, complint el seu desig, i el desig del seu marit mort, d'instituir-la. Anna va donar molts béns al monestir, però s'assegurà que les seves donacions no violaven el vot de pobresa voluntària que les monges prenien; el 1263, una butlla papal emesa per Urbà IV a les monges a Wrocław declara que Anna volia que les monges usessin les propietats que els havia donat només en cas de necessitat. El Notæ Monialium Sanctæ Claræ Wratislaviensium esmenta Anna entre els fundadors del monestir de Santa Clara de Wrocław. La seva vita, escrita a la primera meitat del segle xiv, l'associa amb la seva sogra Eduvigis de Silèsia, que és retratada com la principal influència en la vida religiosa d'Anna.
Segons un text conegut com el Notæ Monialium Sanctæ Claræ Wratislaviensium, una crònica escrita per les monges franciscanes de Breslau, va morir el 1265 i fou sepultada al cor de la capella de Santa Eduvigis, a l'abadia de Santa Clara de Praga, a Wrocław (Breslau).